# Imperialism (datorspel)
Imperialism är ett turordningsbaserat strategispel från 1997. Spelet utspelar sig under Imperialismens tidsålder. Uppföljaren heter Imperialism 2 och utspelar sig under upptäcktsresornas tidsålder.